# 巴伐利亚号战列舰
巴伐利亚号战列舰是德意志帝国海军建造的巴伐利亚级无畏战列舰的首舰。它于1915年2月下水，至1916年7月交付使用，但已赶不及参加日德兰海战。其主炮由分布在四座双联装炮塔内的八门380毫米炮组成，较之前国王级的十门305毫米炮有了显著改进。该舰原计划将与三艘姊妹舰共同构建公海舰队第四战列分舰队的核心。然而，这其中仅有巴登号一艘舰得以完工；另外两艘则在第一次世界大战后期被取消，因为生产需求转向了U艇的建造。
巴伐利亚号是在战争中期才投运，服役时间有限。它参加的首次行动是1916年8月18日至19日，即入役的一个月后奉命跟随舰队向北海推进，但无功而返。该舰还参与了里加湾的阿尔比恩行动，然而在1917年10月12日，当德国发动进攻后不久，巴伐利亚号即触雷受损，不得不撤回维修。一战结束后，它于1918年11月与公海舰队的大部分成员一起被扣押至斯卡帕湾。1919年6月21日，海军少将路德维希·冯·罗伊特作为被扣押的舰队指挥官，下令全数凿沉舰队，巴伐利亚号于14:30沉没。至1934年9月，其舰体被打捞上岸，并拖往罗塞斯报废拆解。

## 设计

巴伐利亚号的装甲布局；数字表示每个区域的装甲厚度（毫米）

巴伐利亚号的水线长度为179.4米，全长为180米。它有30米的舷宽，吃水深度介乎于9.3米至9.4米之间。常规排水量为28530吨，而在全作战负载时，最大排水量可达32200吨。巴伐利亚号在九个水密锅炉舱内配备了14台舒尔茨-桑尼克罗夫特式（Schulz-Thornycroft）细管径三锅筒水管锅炉，除最前部一排3台锅炉为燃油炉外，其余11台均为油－煤混燃炉。由3套帕森斯冲动式齿轮减速蒸汽轮机驱动的三叶螺旋桨直径为3.87米。其额定功率为34521匹轴马力（26000千瓦），并曾在试航中达到过55202匹轴马力的最大功率。舰只的最高速度为22节（41公里/小时），可携带多达3400吨燃煤和620吨重油。这使得它可以12节（22公里/小时）的速度巡航5000海里（9300公里）。
该舰只是首个装备有八门380毫米口径主炮的德国军舰。它们分布在四座Drh LC/1913型双联装炮塔中：舰头和舰尾各有两个超射转台。它的副炮系统包括十六门150毫米口径速射炮、六门88毫米口径高射炮和五具600毫米口径水下鱼雷发射管——其中舰首一具，侧舷各两具。在入役后，它共可搭载42名军官和1129名士兵作为船员。舰身配备有170－350毫米厚的装甲带，而甲板装甲的厚度为60－100毫米厚。前司令塔也受重型装甲保护，两侧分别为400毫米厚和塔顶为170毫米厚。而各主炮塔两侧也有350毫米厚，塔顶为200毫米厚。

## 服役历史
巴伐利亚号在1912年订购时的临时代号为，它是根据同年通过的第四部暨最后一部德国海军法而建造的。工程于基尔的霍瓦兹船厂船坞展开，建造序列号为590。舰只是在1913年进行龙骨架设并于1915年2月18日下水。经过舾装和海试后，舰只于1916年7月15日正式服役，距离日德兰海战晚了一个半月。巴伐利亚号奉命加入了公海舰队的第三战列分舰队。该舰本可用于是次行动，但其船员主要由新近退役的洛林号战列舰船员所组成，因此给予休假。它共花费了德意志帝国政府4900万金马克。巴伐利亚号是稍晚投入服役的巴登号的其中一艘姊妹舰。同船级的另外两艘舰只，萨克森号和符腾堡号则在各自完工之前被撤销。在巴伐利亚号入役后，其舰长为海军上校马克斯·哈恩（Max Hahn）。而恩斯特·林德曼，这位唯一一位在第二次世界大战中具有实战经验的俾斯麦号战列舰舰长，也曾在巴伐利亚号担任无线电报务员。早在1916年5月25日，巴伐利亚的最后一任国王，路德维希三世曾率先登舰检阅。而在同年8月7日至16日，巴伐利亚号还曾短暂担任过公海舰队的旗舰。
在赖因哈德·舍尔上将制定的1916年8月19日行动中，第一侦察集群，这个由公海舰队的战列巡洋舰（大巡洋舰）组成的侦察部队，将对北海桑德兰沿岸的城镇实施炮击，试图引诱和摧毁由戴维·贝蒂中将率领的战列巡洋舰编队。但由于毛奇号和冯·德坦恩号是在日德兰海战后仍可处于战斗状态的仅有的两艘德国战列巡洋舰，因此有另外三艘无畏舰被分配至部队参与行动，分别为巴伐利亚号、以及两艘国王级战列舰藩侯号和大选帝侯号。赖因哈德·舍尔上将和公海舰队的其余15艘无畏舰则拖后及提供掩护。但英国人已事先破译了德国人的计划，并派出大舰队应战。在19日14:35分，舍尔收到了大舰队逼近的警告，他并不愿意在难分伯仲的日德兰海战后仅11周便又与整个大舰队交战，于是下令全体舰队掉头撤回德国港口。另一次涉足北海的行动是随后于10月18－20日，而德国舰队也再度没有遭遇任何英国海军力量。

### 阿尔比恩行动

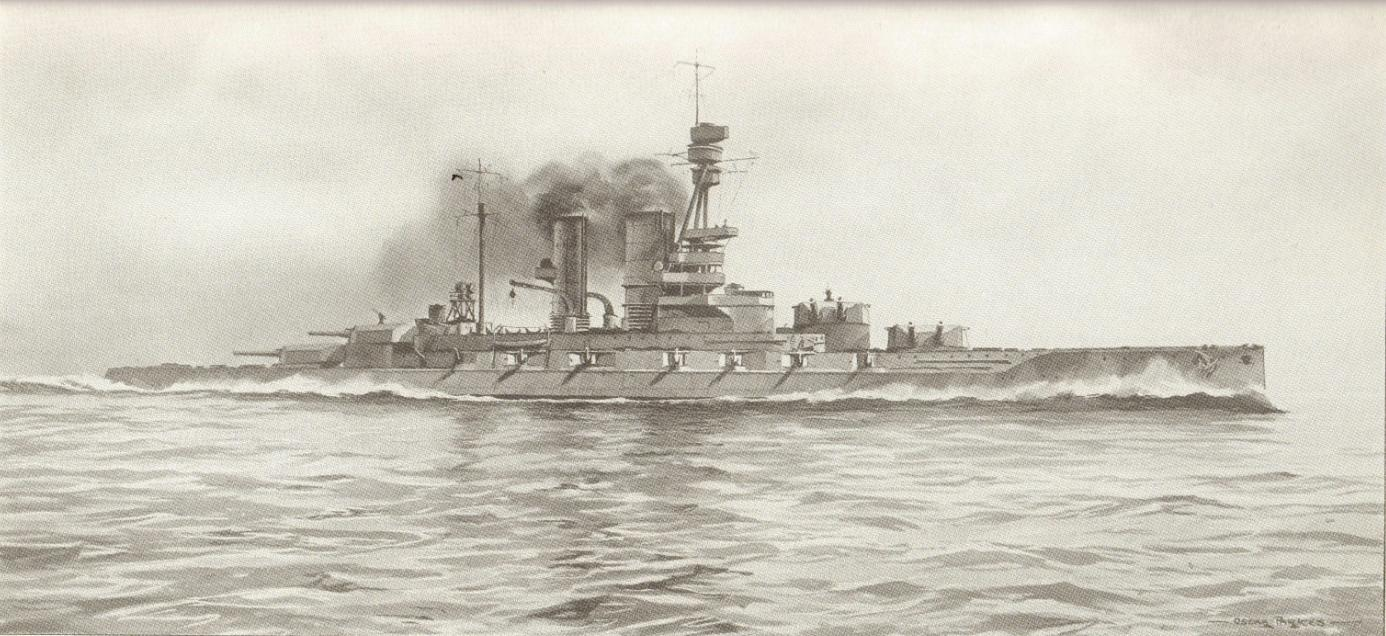
巴伐利亚号识别绘图

在1917年9月上旬，继德国攻克俄国港口里加后，德国海军决定驱逐仍残留在里加湾的俄国海军力量。为此目的，海军司令部的行动计划是夺取波罗的海岛屿萨雷马岛，尤其是夺取瑟尔韦半岛的俄国炮台。9月18日，一次海陆空联合进攻行动受命出发，以占领萨雷马岛及穆胡岛。海军的主要组成部分是由旗舰毛奇号率领的公海舰队第三战列分舰队。第四分舰队包括四艘国王级战列舰，并在此时加入了巴伐利亚号。第五分舰队则由五艘皇帝级战列舰组成。连同九艘小巡洋舰、三艘鱼雷艇编队和几十艘水雷艇，整个出战规模约为300艘舰船，并有超过100架飞机和6艘飞艇提供空中支援。共有约24600名官兵参与此次入侵。抗击部队的力量则包括原俄国的前无畏舰光荣号和太子号，装甲巡洋舰巴彦号、马卡罗夫将军号和蒂亚娜号，26艘驱逐舰，以及若干鱼雷艇和炮艇。而萨雷马岛的驻军人数约为14000人。
行动开始于10月12日，当毛奇号、巴伐利亚号和国王号开始轰击塔加拉赫湾的俄国岸基炮台。同时，皇帝级战列舰用于攻击瑟尔韦半岛的炮台，目的是稳固穆胡岛和希乌马岛之间的航道，这将封锁俄国舰只在海湾的唯一退路。然而，巴伐利亚号在行动中的作用却打了折扣，这是因为当它移动至预定海域的射击阵位时于5时07分撞上了敌方水雷。爆炸造成1名下士及6名水兵死亡，舰内进水1000吨并导致艏楼下沉2米。尽管受到水雷的破坏，巴伐利亚号仍然持续轰击希乌马岛南端的托夫里角（Cape Toffri）岸基炮台。巴伐利亚号解除阵位的时间为14:00。初步修复于10月13日在塔加拉赫湾进行。这种临时修复修葺被证明无效后，巴伐利亚号不得不撤回基尔进行大修，回程共耗时19天。大修从11月3日一直持续至12月27日，期间舰首的鱼雷发射舱设备被移除并密封了鱼雷发射口。该舱室则变成了一个额外的水密舱。四门88毫米口径高射炮也在维修时获得加装。
在战场一侧，两艘国王级战列舰和一些小型舰只于10月16日被派往里加湾与俄国战列舰交战。次日，国王号和王储号开始与俄国战列舰正面交锋，其中国王号与光荣号决斗，而王储号则同时向光荣号和巴彦号开火。俄罗斯舰只被击中数十次，直至10时30分由俄国海军总司令、海军上将米哈伊尔·巴希雷夫下令撤退。光荣号由于受损严重无法逃脱，但它被俄方凿沉，同时船员被疏散至另一艘驱逐舰。至10月20日，海军行动有效结束，俄国舰队遭摧毁或被迫撤退，而德国军队则成功控制里加湾诸岛。

### 后续行动

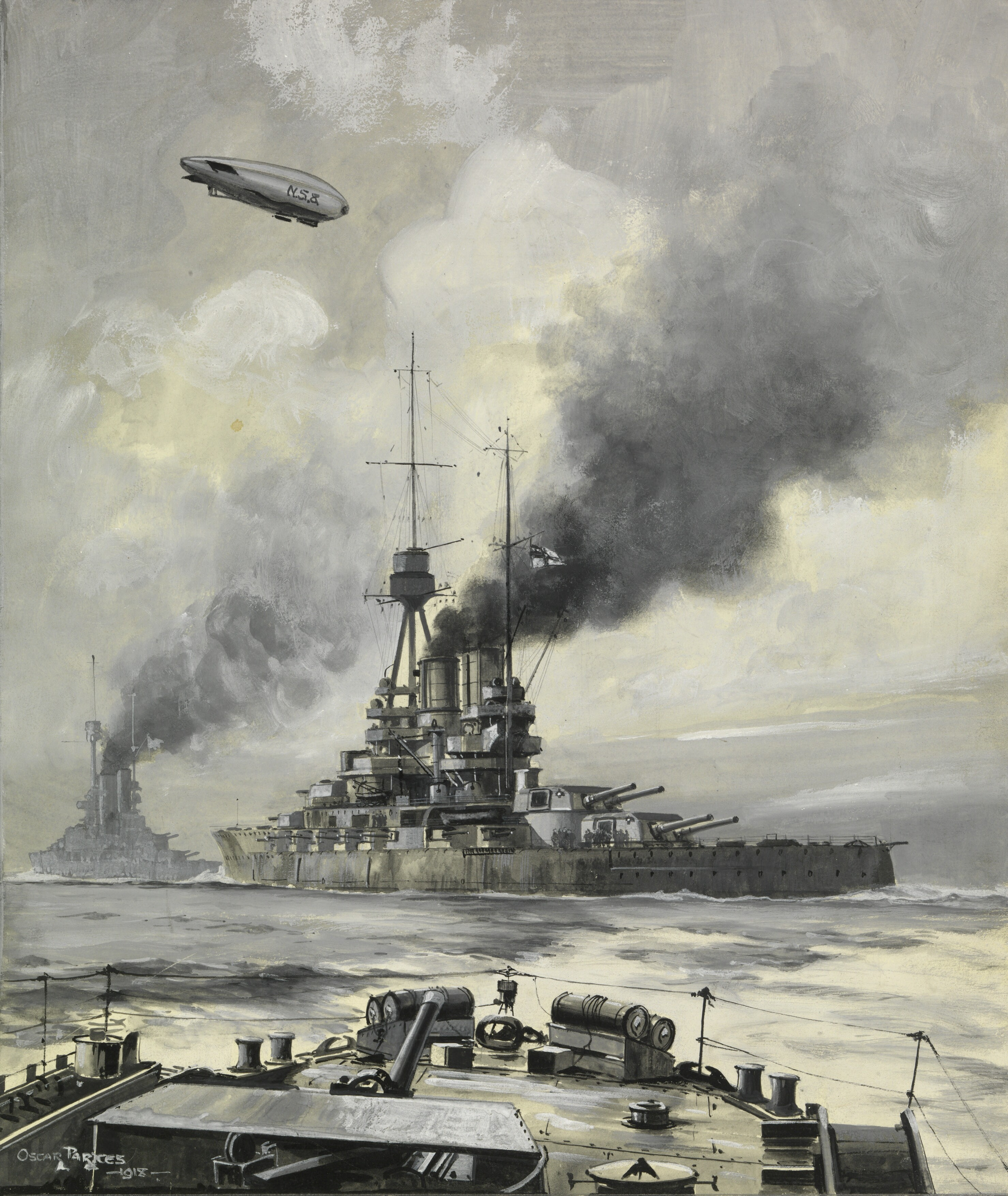
巴伐利亚号驶往斯卡帕湾的插画

在重返舰队后，巴伐利亚号被委任至北海负责保障工作。在1917年末，海军上将舍尔开始以轻型水面部队在英国与挪威之间的北海航道进行运输队反护航突袭。其结果是，皇家海军不得不增加一个战列分舰队为运输队护航，这便出现了舍尔所期望的分离和歼灭大舰队主力的机会。舍尔声称“成功袭击这样的护航编队不仅会造成大吨位下沉，它还将是一个伟大的军事胜利，并会…迫使英国派遣更多的军舰至北海海域”。舍尔为筹备这次突袭计划制定了严格的无线电通信要求，这将防止英国截获和破解德国情报，而这在此前一直是英方的一个具有显著优势的能力。行动要求希佩尔的战列巡洋舰在4月23日攻击运输队及其护航舰，而公海舰队的战列舰则拖后准备提供支援。
4月22日，巴伐利亚号与其它德国舰队在威廉港外围的希利希集结，并在次日清晨6:00出发。大雾迫使德国人停留在他们的防守雷区范围内达半小时之久。希佩尔的部队于4月24日来到距离挪威埃格罗亚以西60海里处。尽管成功抵达运输队航道而未被发现，但行动还是由于错误的情报而失败。根据U艇向舍尔的报告指出，运输护航队会在每周初及周中出航，然而事实上西行船队已于22日星期二离开卑尔根，而东行船队则在24日周四才从苏格兰梅西尔出发。结果，没有任何船队可供希佩尔袭击。
就在同一天，毛奇号的一只螺旋桨脱落，并对动力装置造成严重破坏和进水2000吨。毛奇号被迫打破无线电的静默以报告舰体情况，这惊动了皇家海军的大舰队。贝蒂中将遂率领31艘战列舰和4艘战列巡洋舰出击，但已来不及拦截撤退的德国人。德国人已于4月25日较早时候抵达自己的防守雷区，但毛奇号还是在距离黑尔戈兰岛约40海里处被E42号潜艇发射的鱼雷击中。毛奇号最终顺利返回港口。

### 结局

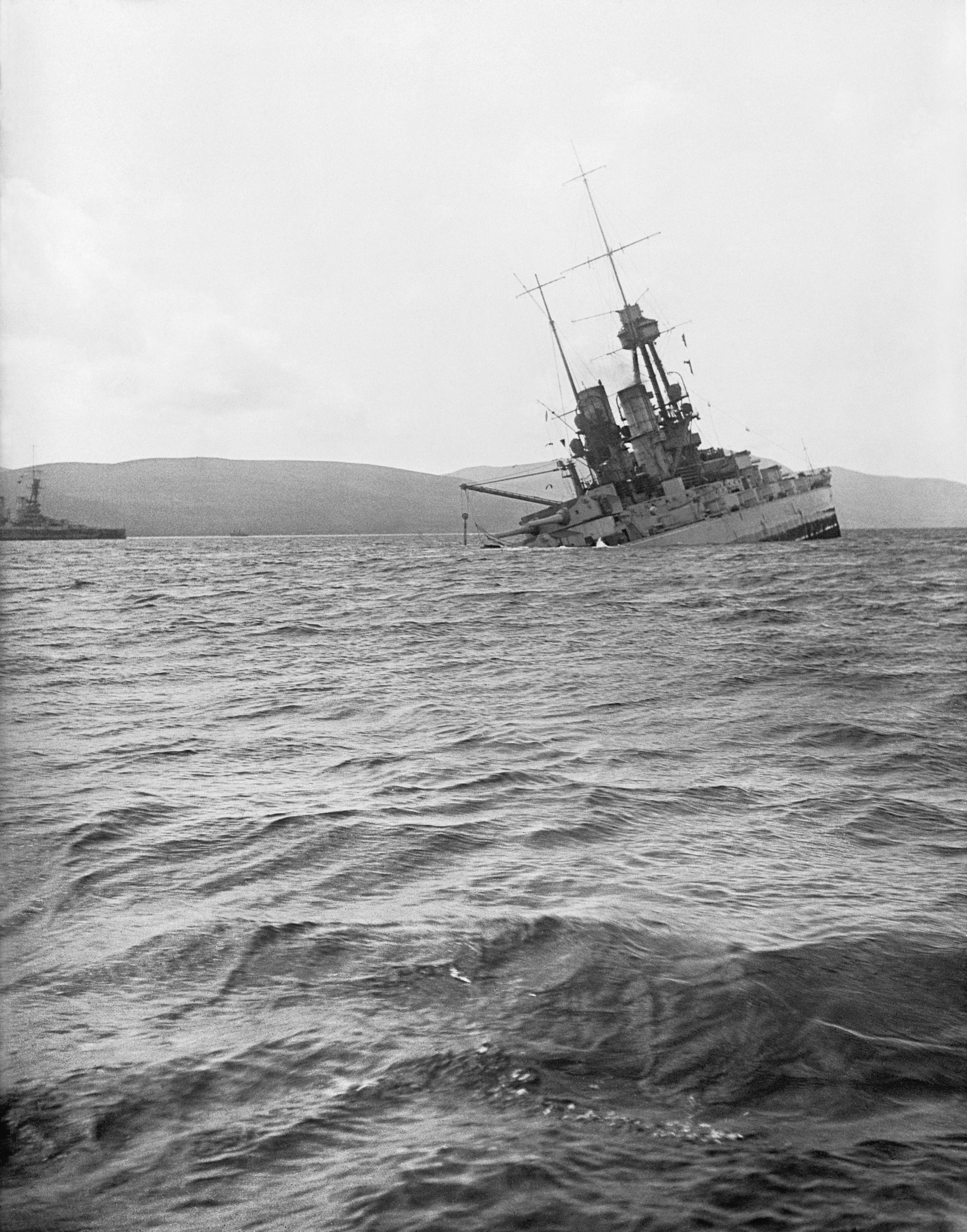
巴伐利亚号在斯卡帕湾下沉

从9月23日至10月初，巴伐利亚号担任第三战列分舰队的旗舰，受海军中将胡戈·克拉夫特（Hugo Kraft）指挥。巴伐利亚号在第一次世界大战结束前不久曾被纳入公海舰队“死骑”命令的一部分。其中公海舰队将由威廉港基地全体出动寻找大舰队主力决战。舍尔，作为此时海军部的总参谋长，意图不惜一切代价重创英国海军，以为德国取得更好的谈判地位。
而当舰队在威廉港完成集结后，一些厌战船员开始骚乱。1918年10月24日，从威廉港启航的命令正式下达。自10月28日夜间起，有几艘战列舰的船员发动兵变，其中第三战列分舰队的三艘舰船拒绝起锚，图林根号和黑尔戈兰号甚至在船上发生破坏行为。在这次公开叛乱面前，启航的命令被取消。为了试图压制兵变，战列分舰队被分散。其中巴伐利亚号连同第3分舰队的其余舰只被遣往基尔。
随着德国在1918年11月有条件投降，公海舰队的大部分舰只被扣押在斯卡帕湾的英国海军基地。巴伐利亚号也被列入扣押名单，将被移交。1918年11月21日，被扣押的舰只在海军少将路德维希·冯·罗伊特的指挥下，从它们的德国基地开始最后一次航行。舰队先与加迪夫号轻巡洋舰会合，再在由370艘英国、美国和法国军舰组成的大规模联队的监督下，开往斯卡帕湾。
在落实《凡尔赛条约》的谈判过程中，舰队一直被扣押。罗伊特少将相信英国方面将在6月21日谈判到期而无法达成协议的情况下，会于当日夜间强行夺取扣押的德国军舰，遂不知该期限已被延长至23日。为了防止这种情况，他决定率先凿沉己方舰只。6月21日上午，英国舰队离开斯卡帕湾进行训练演习；11时20分，罗伊特向全体德国军舰下达了他的命令。巴伐利亚号于14时30分沉没。其后又于1934年9月1日被打捞上岸，并在次年拖至罗塞斯拆解。巴伐利亚号的舰鐘最终被交还给联邦德国海军，至今仍在基尔峡湾俱乐部（Kiel Fördeklub）内保存。

## 注解
1. ↑  译名参考自《世界近代战列舰史》。[1]
2. ↑   「SMS」為，即“陛下之舰”的縮寫；「Bayern」則为巴伐利亚的德文称谓。见：Volkert & Bauer，第5頁。
3. ↑   380毫米口径炮可发射750千克的炮弹，而305毫米口径炮仅可发射405千克的炮弹。巴伐利亚号全部八门主炮的舷侧重量达6000千克，而国王号全部十门主炮的舷侧重量仅为4050千克。见：Gardiner & Gray，第140頁。
4. ↑  译名参考自《世界地名翻译大辞典》。[2]
5. ↑   帕森斯在德国经营有名为的分支机构，负责为德国海军及商用航运公司供应英制涡轮机。见：Weir，第95頁。
6. ↑   舰钟的确切归还时间已不可考，但很有可能是1950年代末至1960年代中之间的某个时期。英国政府於1959年5月28日归还了兴登堡号的舰钟，而德夫林格号和腓特烈大帝号的舰钟则是在1965年8月30日归还。见：Gröner，第26, 57頁。